# Catena del Canin
La Catena del Canin (in sloveno Greben Kanina) è una breve dorsale montuosa delle Alpi Giulie, posta in Italia (Friuli-Venezia Giulia) ed in Slovenia  che prende il nome dalla montagna più significativa: il Monte Canin.

## Collocazione
Secondo le definizioni della SOIUSA la Catena del Canin ha i seguenti limiti geografici: Sella Nevea, Val Rio del Lago, Passo del Predil, torrente Coritenza, alto corso dell'Isonzo, torrente Uccea, Sella Carnizza, Val Resia, Canal del Ferro, Val Raccolana, Sella Nevea. Essa raccoglie la parte sud-occidentale delle Alpi Giulie ed è posta tra la Catena Jof Fuart-Montasio a nord e la linea Monti Musi-Gran Monte a sud.

## Classificazione

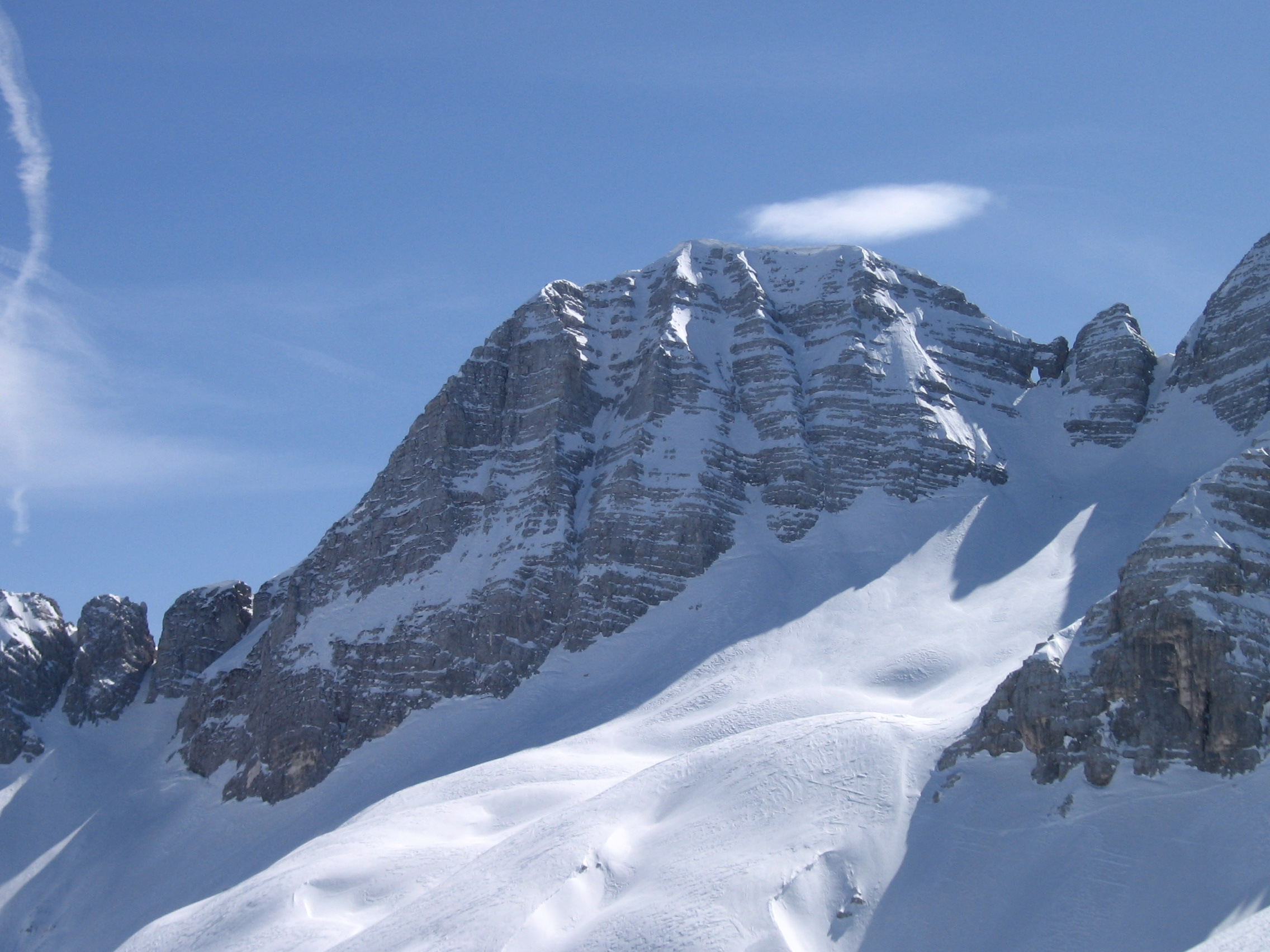
Monte Forato

La SOIUSA definisce la Catena del Canin come un supergruppo alpino e vi attribuisce la seguente classificazione:
- Grande parte = Alpi Orientali
- Grande settore = Alpi Sud-orientali
- Sezione = Alpi e Prealpi Giulie
- Sottosezione = Alpi Giulie
- Settore di sottosezione = Alpi Giulie Occidentali[1]
- Supergruppo = Catena del Canin
- Codice =  II/C-34.I-B

## Suddivisione

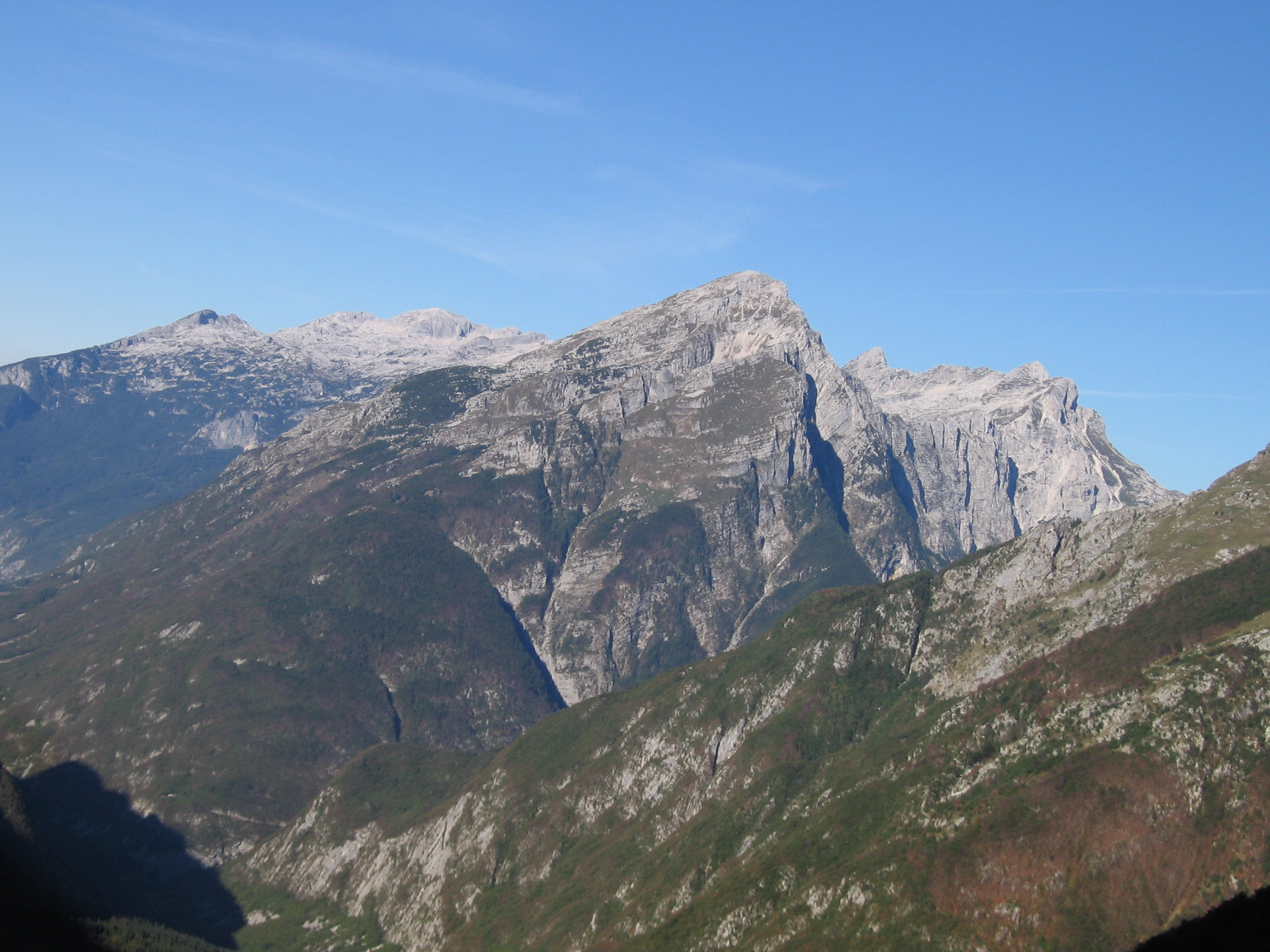
Monte Rombon

La Catena del Canin viene suddivisa in un solo gruppo e cinque sottogruppi:
- Gruppo del Canin (3)
  - Sottogruppo del Monte Leupa (3.a)
  - Sottogruppo della Cima del Lago (3.b)
  - Nodo del Monte Canin (3.c)
  - Costiera del Monte Sart (3.d)
  - Costiera del Monte Guarda (3.e)

## Montagne

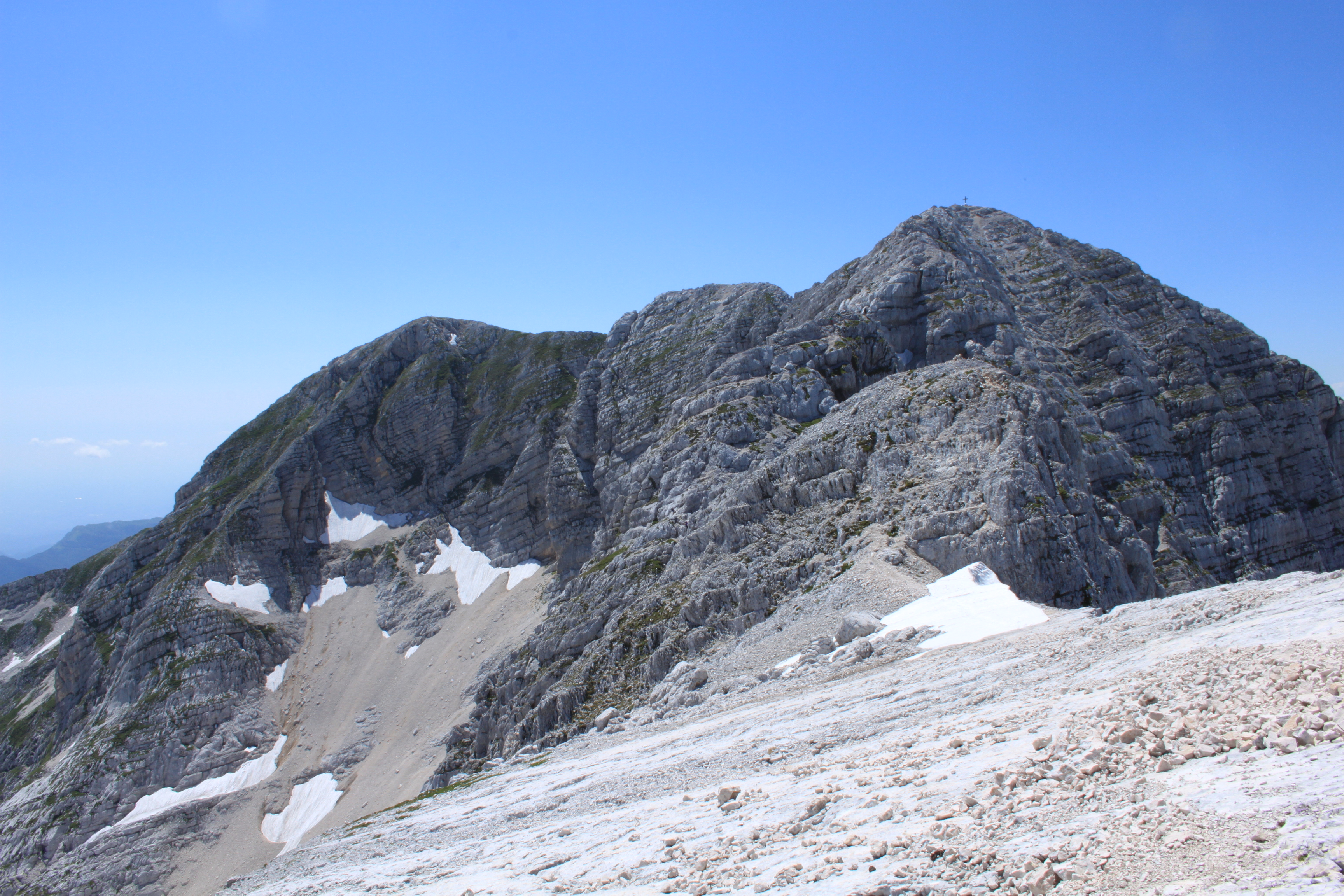
Il Monte Canin.

Le montagne principali appartenenti alla Catena del Canin sono:
- Monte Canin - 2.582 m
- Monte Ursic - 2.543 m
- Monte Forato - 2.498 m
- Picco di Carnizza - 2.441 m
- Monte Sart - 2.321 m
- Picco di Grubia - 2.240 m
- Monte Rombon - 2.207 m
- Cima del Lago - 2.125 m
- Monte Leupa - 1.939 m
- Cinque Punte - 1.909 m
- Monte Guarda - 1.720 m

## Rifugi
- Rifugio Dom Petra Skalaria Na Kaninu